# Haven (película)
Haven es un largometraje de 2004 rodado en las Islas Caimán, un centro financiero británico. La película se estrenó en el Festival Internacional de Cine de Toronto. Es escrita y dirigida por Frank. E. Flowers y rodado enteramente en las 100 millas cuadradas de la dependencia de las Indias Occidentales (260 km²).
- Lema: "¿Puede el amor sobrevivir la caída del paraíso?"

## Argumento
Un hombre de negocios corrupto y codicioso, Carl Ridley (Bill Paxton), está huyendo del gobierno con su hija de 18 años de edad, Pippa (Agnes Bruckner). Pippa no está contenta con el hecho de dejar a sus amigos y una vida cómoda en Miami para ir a las Islas Caimán.
Al llegar a las islas, Ridley se preocupa. Los bancos están cerrando rápidamente y debe encontrar un lugar limpio para guardar su dinero robado. Mientras tanto, Pippa encuentra un nativo de la isla Fritz (Victor Rasuk) durmiendo una noche en su cama. Él huye por la ventana, dejando su billetera. Ella luego encuentra a Fritz en la playa para regresarle su billetera y se hace amiga de él.
Fritz está dispuesto a mostrarle la isla, incluyendo sus fiestas salvajes. Pero él le debe dinero al líder de la isla, Ritchie Ritch (Raz Adoti), y cuando él observa al padre de Pippa desenvolviendo una enorme cantidad de dinero en efectivo que había guardado alrededor de su torso, Fritz se intriga. Pippa no está consciente de que ella está llevando a su padre a más problemas de los que tenía en los Estados Unidos.
Una historia paralela incluye a Shy (Orlando Bloom), un nativo de las islas. Está enamorado de Andrea (Zoe Saldaña), la hija de su jefe, el Sr. Sterling, una persona muy influencial en la isla. Pero, por una razón desconocida, el hermano de Andrea, Hammer (Anthony Mackie), desprecia a Shy. Para proteger su relación secreta, siempre que Shy visita a Andrea en su casa su buen amigo Kimo observaría la casa en caso de que el padre de Andrea llegara. En el cumpleaños de Andrea, Shy visita su casa y tiene sexo con ella, pero Kimo se duerme y falla en advertirle a Shy la llegada de Sterling. Shy escapa de la ventana, pero no sin ser identificado por Hammer. Más tarde, para vengar la feminidad perdida de su hermana, Hammer ataca a Shy con ácido, lo que le deja una cicatriz permanente en el rostro. Hammer es enviado a prisión durante cuatro meses.
Cicatrizado física y emocionalmente, Shy se convierte en un recluso. Andrea está emocionalmente rota y comienza a tener sexo y probar drogas. Shy tiene su amigo Patrick, el hijo del Sr. Allen (el abogado de Ridley), quien lo lleva a la fiesta de cumpleaños de Richie para encontrar a Andrea. La encuentra en un baño teniendo sexo con un extraño, él huye por el patio delantero y vomita. Ella corre tras él, pero él la empuja sabiendo que está drogada. Hammer ve a Shy y comienza a golpearlo con la ayuda de sus amigos. Shy finalmente se libera y corre por la calle mientras que Hummer lo maldice, diciéndole que se aleje.
Mientras tanto, en la misma fiesta, Fritz se retira para ver a Richie mientras que Pippa habla con otras chicas drogándose. Enojada después de haber fumado marihuana, ella encuentra a Fritz y le demanda a que la lleve a su casa. Recién diciéndole Richie que vaya a su casa y robe el dinero, él en su lugar toma el yate del Sr. Sterling. Mientras están adentro, descubren que la alarma se prendió; la policía llega poco después y los arresta. Pippa es llevada a la estación de policía mientras que Fritz está en una lavandería donde un policía local que lo conoce le da consejos y una paliza por actuar desobedientemente a lo largo de su vida.
Después de la paliza, Shy obtiene una pistola y regresa a la fiesta para encontrar a Hammer. Después de disparar el arma para que se acabe la fiesta, acorrala a Hammer y explica el desastre que Hammer ha hecho en la vida de su hermana. Él dice que dejará con vida a Hammer así él puede mirar el problema que él ha causado en la vida de Andrea. Hammer responde que él preferiría ver a Andrea convirtiéndose en una prostituta que estar con Shy. Enfurecido, Shy aprieta el gatillo. Impresionado por lo que ha hecho, se disculpa y sale corriendo.
Durante las próximas horas, Andrea le pide a Patrick para que la ayude a encontrar a Shy. Él está disgustado con ella y la echa de su auto, pero le dice que Shy está en los muelles. Cuando ella lo encuentra, ella expresa el deseo de estar con él, independiente de los sentimientos de los demás. Cuando él confiesa que asesinó a su hermano, sin embargo, ella lo deja con disgusto, olvidándo sus zapatos por la prisa.
Cuando Allen y Ridley van a la estación de policía a la mañana siguiente, Ridley pronto se da cuenta de que él ha sido traicionado y es detenido por el FBI. Cuando Allan va a casa para recuperar el dinero que él cree que engañó a Ridley en dejar su caja fuerte, él descubre que la bolsa contiene sólo arena y una concha de caracol. En su propio condominio, Pippa descubre los millones de dólares bajo su colchón.
En las escenas finales, Andrea prepara el funeral de Hammer junto a su padre, Kimo comforta a la madre de Shy, y Shy se siente en el muelle donde Andrea lo dejó. Luego, se mete en su barco, corta la cuerda y los motores, tirando el arma al agua.

## Elenco
- Orlando Bloom como Shy.
- Zoe Saldaña como Andrea.
- Victor Rasuk como Fritz.
- Bill Paxton como Carl Ridley.
- Stephen Dillane como Mr. Allen.
- Razaaq Adoti como Richie Rich.
- Agnes Bruckner como Pippa Ridley.
- Joy Bryant como Sheila.
- Bobby Cannavale como Lieutnant.
- Lee Ingleby como Patrick.
- Anthony Mackie como Hammer.
- Sarah Carter como Chanel.
- Ky-Mani Marley como John.
- Jake Weber como Policía.